# Jonas Nordenson
Jonas Wilhelm Nordenson (i riksdagen kallad Nordenson i Saltsjöbaden), född 12 januari 1920 i Sofia församling, Stockholms stad, död 30 april 1976 i Storkyrkoförsamlingen, Stockholms län, var en svensk ekonom och chef inom näringslivets organisationer. Han var son till Harald och Clare Nordenson.

## Biografi
Nordenson tog licentiatexamen vid Uppsala universitet och började 1948 arbeta vid Industriens Utredningsinstitut (IUI). Från 1951 till 1953 var han IUI:s verkställande direktör.
År 1953 började Nordenson arbeta i Grängeskoncernen och var VD för Malmexport AB 1957–1961. Han blev senare chef för Sveriges allmänna exportförening 1963–1969 och Svenska bankföreningen 1970–1976.
Åren 1962–1963 var Nordenson riksdagsledamot i första kammaren för Högerpartiet på ett mandat för Stockholms kommuns valkrets.
Nordenson invaldes 1964 som ledamot av Ingenjörsvetenskapsakademien. År 1974 utnämndes han till kabinettskammarherre. Jonas Nordenson är begravd på Leksands kyrkogård.